# Anthaxia kabateki
Anthaxia kabateki es una especie de escarabajo del género Anthaxia, familia Buprestidae. Fue descrita científicamente por Bílý en 2006.